# Huelva
Huelva est une ville située à l'extrême sud-ouest de l'Espagne, dans la communauté autonome d'Andalousie. Elle est la capitale d'une province qui porte son nom. À l'est, à 90 kilomètres, se trouve la ville de Séville, à l'ouest, à 50 kilomètres, la frontière du Portugal, au sud, l'océan Atlantique. En tant que capitale de province, Huelva accueille les principales structures de service public de niveau régional et national.
C'est depuis un village très proche, Palos de la Frontera, que Christophe Colomb s'embarqua lors de son premier voyage pour ce qu'il pensait être les Indes. La ville entretient de par cette implication dans la découverte des Amériques une grande sympathie pour ce continent.
Huelva fut un point de rencontre de différentes cultures et civilisations. En 2006 on y découvre des vestiges datant de 2 500 à 3 000 ans av. J.-C, antérieurs aux vestiges tartessiens, les plus anciens connus jusqu'ici. Les historiens s'accordent pour dater vers 1 000 av. J.-C. la création par les Phéniciens du noyau urbain – alors nommé Onoba – à proximité d'une enclave tartessiene. Ceci en fait la zone de peuplement continu la plus ancienne de la péninsule.
La ville possède de nos jours un important pôle industriel : industries chimiques, raffineries de pétrole, métallurgie du cuivre, transformation de la cellulose et centrales thermiques. Bien que cela ait permis le développement économique certains dénoncent la dégradation du milieu environnemental du fait de cette concentration. Le secteur tertiaire et la pêche industrielle sont également considérables. Elle exploite sa situation au bord de l'océan Atlantique, dans le golfe de Cadiz, par une flotte de pêche et une des plus grandes flottes de bateaux réfrigérants du pays.

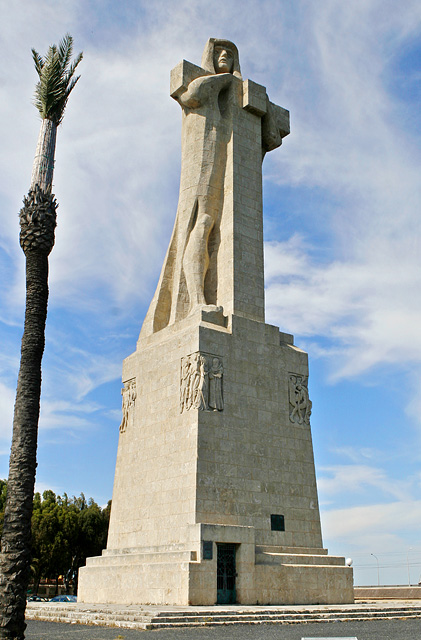
Monument à Colomb offert au peuple espagnol en 1924 par le Columbus Memorial Fund des États-Unis. Sculpture de Gertrude Vanderbilt Whitney.

## Toponymie

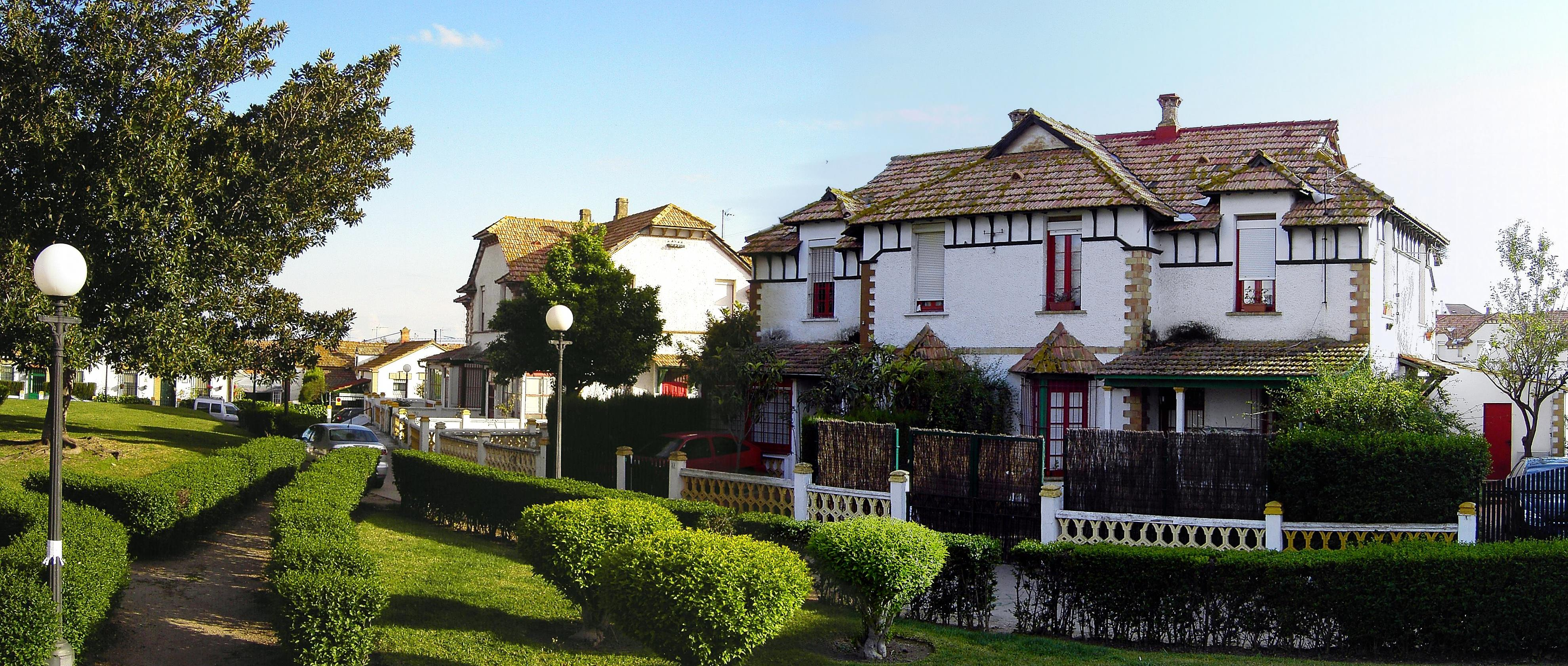
Quartier anglais (Quartier Reine Victoria).

Le noyau urbain change plusieurs fois de nom au long de son histoire. Il est ainsi fréquent de se référer à la cité sous son nom phénicien : Ὄνοβα (Onoba ou Onuba), venant de Onos Baal, c'est-à-dire Forteresse de Baal, dieu du soleil et du feu. Ce toponyme est utilisé par différentes entreprises et institutions de la ville au XXe siècle et il a servi pour définir le gentilé des citadins et des habitants de la région : Onubenses. Antérieurement d'autres noms apparaissent tels que Olba et Erbi selon Schulten.
La ville prend un nouveau nom avec l'arrivée des Arabes dans la zone et quoique différents toponymes ont été étudiés tel que Gaelbah ou Umba, Welba est le plus consensuel Welbani (prononcé ouelbani) pour l'habitant selon al-Maqqari. La présence chrétienne postérieure latinise lentement ce nom en celui actuel : Huelva.

## Géographie

### Emplacement
Huelva est située à la confluence de deux cours d'eau, le río Tinto et le río Odiel, dans la zone dite tierra llana – terre plate – appartenant au bassin du Guadiana. Elle est séparée de quelques kilomètres de l'océan Atlantique par un aber, la ría de Huelva, et de petites îles.

### Relief
Des marais, l'aber, quelques îles (Saltés, de Enmedio, Bacuta, del Burro…) délimitent la ville au sud et constituent, aux portes du noyau urbain, un paysage naturel surprenant. Des monticules, dénommés localement cabezos forment à 54 mètres les formations géologiques les plus élevées. Des terrains plats entourent ces cabezos, et sont encore parfois occupés par une végétation de type méditerranéen.

### Climat

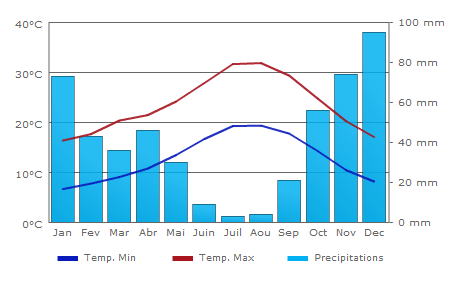
Climat Huelva

Le climat est de type méditerranéen, avec une influence atlantique. Son régime de température est de type maritime. La température moyenne annuelle est de 18,2 °C, une des plus élevées d'Europe. L'ensoleillement est de 2 984 heures par an.
Juillet est le mois le plus chaud, la température a dépassé les 40 °C en plusieurs occasions. Février est le mois le plus froid avec des minimales généralement de 7 °C et des maximales de 17 °C.
| Mois                                  | jan.      | fév.      | mars      | avril    | mai       | juin      | jui.      | août      | sep.    | oct.      | nov.     | déc.      | année     |
| ------------------------------------- | --------- | --------- | --------- | -------- | --------- | --------- | --------- | --------- | ------- | --------- | -------- | --------- | --------- |
| Température minimale moyenne (°C)     | 5,9       | 7         | 8,8       | 10,3     | 13,2      | 16,6      | 18,9      | 19,1      | 17,3    | 14,1      | 9,8      | 7,6       | 12,4      |
| Température moyenne (°C)              | 11        | 12,4      | 14,7      | 16,1     | 19,2      | 22,8      | 25,8      | 25,8      | 23,4    | 19,5      | 14,9     | 12,3      | 18,2      |
| Température maximale moyenne (°C)     | 16,2      | 17,8      | 20,7      | 22       | 25,2      | 29        | 32,7      | 32,4      | 29,4    | 24,9      | 20       | 16,9      | 23,9      |
| Record de froid (°C) date du record   | −3,2 2005 | −2,2 2012 | −1,2 1993 | 1,6 1986 | 5,8 2001  | 8,4 1984  | 12,4 1988 | 14 2007   | 10 1994 | 5,8 2018  | 0,8 1990 | −2,2 2009 | −3,2 2005 |
| Record de chaleur (°C) date du record | 24 2008   | 27,6 1987 | 31,6 2015 | 33 1997  | 38,9 2012 | 40,7 2015 | 43,8 2004 | 43,4 2003 | 42 2016 | 35,6 2014 | 29 2020  | 24,6 1998 | 43,8 2004 |
| Nombre de jours avec gel              | 0,9       | 0,3       | 0         | 0        | 0         | 0         | 0         | 0         | 0       | 0         | 0        | 0,5       | 1,8       |
| Ensoleillement (h)                    | 165       | 171       | 229       | 255      | 296       | 341       | 366       | 340       | 268     | 211       | 176      | 151       | 2 970     |
| Précipitations (mm)                   | 71        | 50        | 38        | 48       | 29        | 8         | 3         | 4         | 26      | 68        | 79       | 99        | 525       |
| Nombre de jours avec précipitations   | 7,1       | 5,5       | 4,3       | 6        | 3,8       | 1,1       | 0,2       | 0,4       | 2,4     | 6,4       | 6,3      | 7,9       | 51,5      |
| Humidité relative (%)                 | 77        | 74        | 68        | 65       | 62        | 57        | 51        | 55        | 61      | 69        | 73       | 78        | 66        |
| Nombre de jours d'orage               | 0,6       | 0,5       | 0,7       | 1        | 0,8       | 0,1       | 0,2       | 0,3       | 0,6     | 1         | 0,9      | 1,4       | 7,8       |
| Nombre de jours avec brouillard       | 1,4       | 2,3       | 1,6       | 0,5      | 0,7       | 0,1       | 0,1       | 0,2       | 1,1     | 1,3       | 0,9      | 1,9       | 12,3      |

| Diagramme climatique                                  |         |           |          |            |         |           |           |            |            |         |           |
| J                                                     | F       | M         | A        | M          | J       | J         | A         | S          | O          | N       | D         |
| 16,25,971                                             | 17,8750 | 20,78,838 | 2210,348 | 25,213,229 | 2916,68 | 32,718,93 | 32,419,14 | 29,417,326 | 24,914,168 | 209,879 | 16,97,699 |
| Moyennes : • Temp. maxi et mini °C • Précipitation mm |         |           |          |            |         |           |           |            |            |         |           |

## Démographie

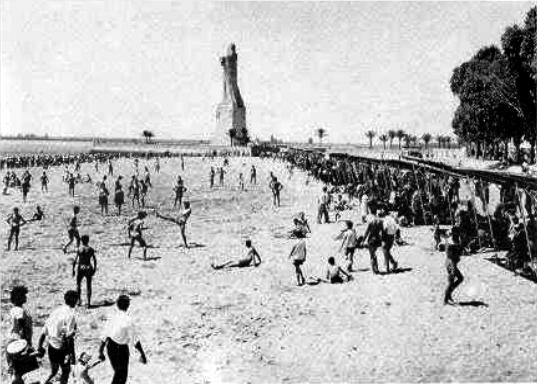
La Punta del Sebo, des décennies avant l'implantation du pôle économique.

Huelva compte 149 310 habitants (2010). La ville connut une explosion démographique lors de l'exploitation des mines de la province au XIXe siècle, puis lors de la construction du pôle industriel dans les années 1960. En 1787, la ville comptait 5 377 habitants et soixante-dix ans plus tard, en 1857, 8 519. À partir de 1887, la croissance démographique accélère, la population atteint 18 195 personnes. Dès lors cette augmentation reste significative, de 21 359 le premier an du XXe siècle, elle atteint 56 427 habitants quarante ans plus tard. En 1960, il existe 74 384 onubenses et dix ans après, avec le pôle industriel alors en fonctionnement, ils sont 96 689 pour arriver à 144 479 en 1991.

## Quelques étapes historiques
- VIIIe siècle av. J.-C. : de nombreux vestiges témoignent d'une civilisation de type « tartessien » (voir Tartessos) qui prospère grâce au commerce de minerai avec les Phéniciens et au VIe siècle av. J.-C. avec les Grecs.
- 713 : conquête musulmane, la ville est nommée Welba, ce qui est proche phonétiquement de « Huelva ».
- 1262 : conquête au détriment des Musulmans.
- 3 août 1492 : départ de Christophe Colomb depuis le port de Palos de la Frontera.
- 1873 : exploitation des mines du Riotinto, acquise par une compagnie anglaise, déclenche un fort développement de la ville grâce à la construction de voies ferrées, l'affluence de nombreux ouvriers et familles anglaises.

## Politique et administration
La ville de Huelva comptait 144 258 habitants aux élections municipales du 26 mai 2019. Son conseil municipal (en espagnol : Pleno del Ayuntamiento) se compose donc de 27 élus.
Initialement fief du Parti socialiste ouvrier espagnol, la commune devient pendant vingt ans un bastion du Parti populaire à partir de 1995.

### Maires
| Mandat    | Maire | Maire                                                        | Parti | Majorité |
| --------- | ----- | ------------------------------------------------------------ | ----- | -------- |
| 1979-1983 |       | José Antonio Marín Rite (es)                                 | PSOE  | 7 / 27   |
| 1983-1987 |       | José Antonio Marín Rite (es)                                 | PSOE  | 20 / 27  |
| 1987-1991 |       | José Antonio Marín Rite (es) Juan Ceada Infantes (es) (1988) | PSOE  | 14 / 27  |
| 1991-1995 |       | Juan Ceada Infantes (es)                                     | PSOE  | 16 / 27  |
| 1995-1999 |       | Pedro Rodríguez González (es)                                | PP    | 12 / 27  |
| 1999-2003 |       | Pedro Rodríguez González (es)                                | PP    | 16 / 27  |
| 2003-2007 |       | Pedro Rodríguez González (es)                                | PP    | 16 / 27  |
| 2007-2011 |       | Pedro Rodríguez González (es)                                | PP    | 15 / 27  |
| 2011-2015 |       | Pedro Rodríguez González (es)                                | PP    | 14 / 27  |
| 2015-2019 |       | Gabriel Cruz Santana                                         | PSOE  | 11 / 27  |
| 2019-2023 |       | Gabriel Cruz Santana                                         | PSOE  | 14 / 27  |
| 2023-2027 |       | Pilar Miranda                                                | PP    | 13 / 27  |

## Sports

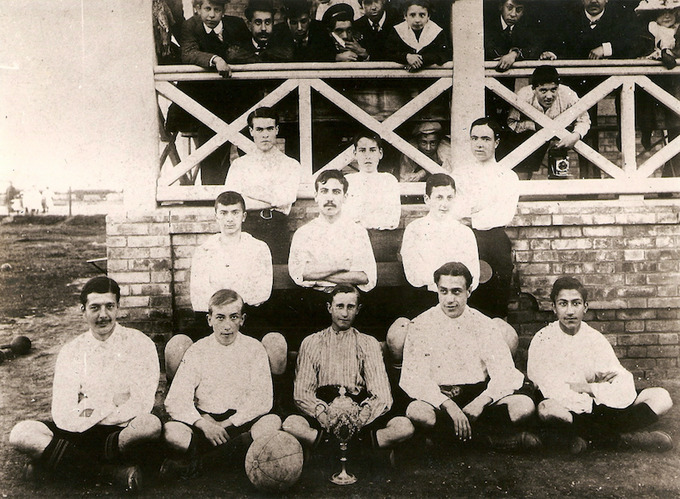
Une des premières photographies connues du Recreativo (1906) représente la sélection de la première équipe andalouse qui participa à une coupe d'Espagne.

Différents sports, presque inconnus alors en Espagne, furent importés dans la ville avec la présence allemande et surtout anglo-saxonne à la fin du XIXe et au début du XXe siècle.
Des jeux comme le football, le tennis et aussi le cricket étaient pratiqués tant par les populations étrangères des entreprises minières et portuaires comme par les citadins d'origines.
En 1889 apparait le dénommé Huelva Recreation Club pour la pratique de divers sport, en particulier le football. Actuellement les clubs professionnels et amateurs sont diversifiés et participent au niveau local et national dans de nombreux sports. L'entreprise Municipal Huelva Deporte entretient les installations sportives.

### Football
Le principal club de la ville est le Real Club Recreativo de Huelva. Fondé en 1889, il est connu comme le plus vieux club de football espagnol, surnommé du diminutif Recre. Il accède pour la troisième fois de son histoire à la première division lors de la saison 2005/2006 en tant que champion de la division d'argent du football espagnol. Son stade est le Nuevo Colombino.
Le Sporting Club de Huelva est une équipe féminine de football qui participe à la Superliga de España. Certains quartiers de la ville possèdent des clubs amateurs ou semi-professionnels (La Orden, Santa Marta…).

### Autres sports et manifestations sportives
La tradition sportive de la ville apparaît clairement par l'existence de nombreux clubs tel que le Club Baloncesto Ciudad de Huelva SAD pour le basketball, le Real Club Recreativo de Tenis de Huelva (le plus vieux club de tennis d'Espagne, fondé en 1890), le Real Club Marítimo de Huelva pour la voile, le Club Rugby Tartessos Huelva, le Aguas de Huelva de Voley, le Club Rítmico Colombino de gimnasia rítmica pour la gymnastique rythmique, le Club Esgrima Huelva pour l'escrime, le Huelva Sailors de Fútbol Americano le football américain, le IES La Orden Club de bádminton pour le badminton et qui participe au plus haut niveau national, et le Club Deportivo Masterhuelva, troisième meilleur club de natation andalou.
Pour les manifestations sportives organisées par la ville on trouve le Trophée Colombien de football, le Meeting Ibero-américain d'athlétisme qui se dispute annuellement depuis l'organisation dans la ville du XI championnat Ibero-américain d'athlétisme et la Coupe de Tennis de sa majesté le Roi.

## Éducation
Le lycée La Rábida, le plus ancien de la province de Huelva, a été fondé en 1856. L'Université de Huelva a été fondée en 1993.

## Personnalités liées à la commune

### Artistes
- Juan Ramón Jiménez (1881-1958) : poète et Prix Nobel de Littérature en 1956 ayant vécu à Huelva ;
- Daniel Vázquez Díaz (1882-1969) : peintre cubiste dont de nombreuses œuvres sont exposées à Huelva ;
- Manolo de Huelva (1892-1976) : guitariste de flamenco ayant vécu à Huelva ;
- Antonio Rengel (1904-1961) : chanteur de flamenco, né à Huelva ;
- Antonio León Ortega (1907-1991) : sculpteur ayant vécu à Huelva ;
- Jesús Quintero (1940-) : journaliste, écrivain, présentateur de télévision et animateur radio. Né à San Juan del Puerto, dans la province de Huelva;
- Martirio (1964-), chanteuse née à Huelva;
- Chanteurs flamenco : Arcángel, Los hermanos Toronjo, Paco Isidro, Los marismeños, Perlita de Huelva, Rocío Márquez.
- Guitaristes flamenco : El niño Miguel, José Luis Rodríguez, Juan Carlos Romero, Rafael Riqueni.

### Personnages historiques
- Al-Bakri (1014-1094) : géographe, botaniste et historien hispano-arabe, né à Huelva ;
- Antonio Jacobo del Barco (1716-1784) : ecclésiastique et scientifique qui décrivit le séisme de 1755 à Lisbonne, né et mort à Huelva ;
- Guillermo Sundheim (1840-1903) : entrepreneur allemand à l'origine de l'installation de la société « Rio Tinto Company Limited » dans la province de Huelva accélerant ainsi le développement économique de la ville. Il est aussi à l'origine de la création du club de football le « Recreativo de Huelva ».

## Jumelages
Huelva participe activement au jumelage de cités qui favorisent les échanges culturels, amicaux et humains entre différentes régions du monde. Elle est jumelée aux cités suivantes :
- Cadix (Espagne) ;
- Faro (Portugal) ;
- Houston (États-Unis) ;
- New Jersey (États-Unis) ;
- Viganella (Italie) ;
- Gênes (Italie).